# Katarzyna Wasick
Katarzyna Wasick, nascida Wilk (Cracóvia, 22 de março de 1992) é uma nadadora polaca.

## Carreira

### Rio 2016
Wasick competiu nos 100 m livre feminino nos Jogos Olímpicos de Verão de 2016, sendo eliminada nas eliminatórias.